# Victoria de Grazia
Victoria Frances de Grazia (geboren 1946 in Hyde Park, Chicago) ist eine US-amerikanische Historikerin.

## Leben
Victoria de Grazia ist eine Tochter des US-amerikanischen Politologen Alfred de Grazia. Die Vorfahren ihrer Eltern waren Emigranten aus Sizilien. Sie ist die Nichte des Politologen Sebastian de Grazia und des Rechtsanwalts Edward de Grazia.
De Grazia studierte am Smith College und an der Universität Florenz. 1974 war sie Mitgründerin der Zeitschrift Radical History Review. Sie wurde 1976 an der Columbia University in Geschichte promoviert. Ihre Dissertation erschien 1981 unter dem Titel The Culture of Consent: Mass Organization of Leisure in Fascist Italy bei der Cambridge University Press und wurde ins Italienische übersetzt.
De Grazia lehrte am Europäischen Hochschulinstitut, an der Rutgers University und am City College of New York bevor sie Professorin für europäische Geschichte an der Columbia University wurde.
Sie hatte 1999 eine Guggenheim Fellowship. Im Jahr 2005 wurde sie in die American Academy of Arts and Sciences aufgenommen. Für ihr Buch The Perfect Fascist über Attilio Teruzzi erhielt sie 2021 den von der Modern Language Association vergebenen Scaglione Prize.

## Schriften (Auswahl)
- The Culture of Consent: Mass Organization of Leisure in Fascist Italy. Cambridge University Press, 1981
- How Fascism Ruled Women: Italy, 1922–1945. University of California Press, 1993
- The Sex of Things: Gender and Consumption in Historical Perspective. University of California Press, 1996
- Victoria de Grazia, Sergio Luzzatto (Hrsg.): Dizionario del fascismo. 2 Bände. Turin: Giulio Einaudi, 2002, 2003
- Irresistible empire: America’s Advance through Twentieth Century Europe. Belknap Press, 2005
  - Das unwiderstehliche Imperium : Amerikas Siegeszug im Europa des 20. Jahrhunderts. Übersetzung Karl Heinz Siber. Stuttgart: Steiner, 2010
- The Perfect Fascist: A Story of Love, Power, and Morality in Mussolini’s Italy. Belknap Press, 2020
  - Der perfekte Faschist : Eine Geschichte von Liebe, Macht und Gewalt. Übersetzung Michael Bischoff. Berlin: Wagenbach, 2024
- Soft-Power Internationalism: Competing for Cultural Influence in the 21st-Century Global Order. Columbia University Press, 2021